# Вайсенберг, Карл
Карл Вайсенберг (нем. Karl Weissenberg, первоначально Weißenberg, 11 июня 1893, Вена — 6 апреля 1976, Гаага, Нидерланды) — физик и один из первых реологов. Был членом Общества кайзера Вильгельма.

## Биография
В его честь названы Эффект Вайсенберга и Число Вайсенберга. В число наград входит Медаль и премия Дадделла (1946).